# ジーンズ 世界は2人のために
『ジーンズ 世界は2人のために』（ジーンズ せかいはふたりのために、原題：Jeans）は、1998年のインドのロマンティック・コメディ映画。シャンカルが監督を務め、プラシャーント、アイシュワリヤー・ラーイ、ナーサルが出演している。作曲はA・R・ラフマーン、撮影監督はアショーク・クマール、編集はB・レーニンとV・T・ヴィジャヤンが務めた。
1998年4月24日に公開され、同年公開のインド映画興行収入ランキングで1位となり、ヒンディー語吹替版とテルグ語吹替版が公開された。アカデミー外国語映画賞のインド映画候補に選ばれたが、ノミネートには至らなかった。

## キャスト
- ヴィシュワナタン、ラマムールティ - プラシャーント（英語版）
- マドゥミタ、ヴァイシュナヴィ - アイシュワリヤー・ラーイ
- ナーチャッパン、ペーチャッパン - ナーサル
- クリシュナヴェニー - ラクシュミー
- マデシュ - ラージュ・スンダラム（英語版）
- サンダランバ - ラーディカー
- ジュノ - センディル
- マドゥミタの父 - S・V・シェーカル（英語版）
- マドゥミタの母 - ジャーナキ・サベシュ（英語版）[6]
- メイヤトタ - ギータ（英語版）
- メイヤトタの母 - S・N・ラクシュミー（英語版）
- ヴィサラクシ - ガンティマティ（英語版）

## 製作

### 企画

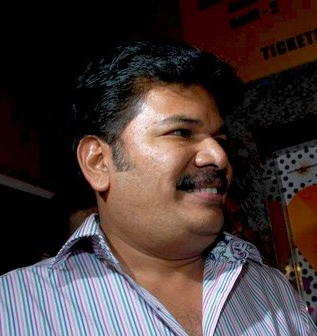
シャンカル

映画は1年半の期間をかけて製作された。本作は他のシャンカル作品とは異なり、大部分が海外で撮影された。プロデューサーはアショーク・アムリトラジ、マイケル・ソロマン、サナンダ・ムラリ・マノハルが務め、3人とも本作がタミル語映画デビュー作となる。アムリトラジが参加したタミル語映画は本作のみである。シャンカルは脚本を完成させた後、『インドの仕置人』の技術チームを再結集した。映画のタイトルについて、アムリトラジによると「遺伝子(genes)」の同音異義語から採用されたものであり、「映画の内容に非常に適している」と語っている。また、ラシュトリヤ・サハラ誌によるとタイトルを考案したのはシャンカールであり、プラシャーントとナーサルが2役を演じることから「双子の誕生は遺伝子の作用によって支配される」ため採用したとされる。1996年12月にチェンナイ・ヴァダパラニのAVMスタジオで製作発表会が行われた。招待状はシャンカルからタミル語映画界の俳優や彼の友人に手渡された。キャストとスタッフはプロデューサーの依頼に応じて青いジーンズを履いて出席した。シャンカルは『インドの仕置人』などに参加したジーヴァを撮影監督に起用したにもかかわらず、サントーシュ・シヴァンが起用されたと発表された。しかし、実際に撮影監督として製作に参加していたのはアショーク・クマールだった。

### キャスティング
主役にはアッバスが検討されていたが、彼は撮影のために1年間拘束されることに難色を示して辞退した。次にオファーを受けたアジット・クマールも撮影期間に難色を示し、出演を辞退した。最終的にプラシャーントが起用されたが、彼は本作の撮影に専念するために7本の映画を降板した。ヒロイン役には『インドの仕置人』で出演が叶わなかったアイシュワリヤー・ラーイが起用された。彼女の声はサヴィタ・ラーダクリシュナンが吹き替えている。助演俳優としてセンディル、ナーサル、ラージュ・スンダラムが起用された。助演女優としてラクシュミーとギータが起用され、ラーディカーがゲスト出演することになった。この他にS・P・バーラスブラマニアムが降板したため、新たにS・V・シェーカルが起用された。シャンカルはガンティマティに2役を演じさせるつもりでいたが、彼が2役を演じることが不可能になったため映画の内容がコメディ映画から恋愛映画に変更された。

### 撮影
主人公一家のケータリング会社のシーンはラスベガスで撮影が行われ、その他のシーンの一部はユニバーサル・スタジオで撮影された。通常、ユニバーサル・スタジオではアメリカ映画以外の撮影は許可されないが、アムリトラジの尽力で特別な許可を得て撮影することが可能となり、『キングコング』のセットや「模擬地震体験」で撮影が行われた。撮影はアリゾナ州のグランド・キャニオンやカリフォルニア州の火の谷、マンハッタン・ビーチ、マリブ湖などでも行われた。「Columbus」の歌唱シーンはヴェニスビーチで数人のダンサーが参加して撮影された。この他にニュージャージー州やニューヨークのワールドトレードセンターでも撮影が行われている。アメリカで45日間の撮影スケジュールを終えた後、シャンカールはクライマックスシーンを撮影するためインドに帰国した。撮影チームは「Poovukkul」のシーンを撮影するため複数の国を訪れて世界の名所7か所を撮影した。撮影されたのはピサの斜塔、エンパイア・ステート・ビルディング、万里の長城、タージ・マハル、エジプトのピラミッド、コロッセオ、エッフェル塔であり、30日間かけて撮影された。パリでの撮影中にダイアナ妃の事故死が発生したため、撮影が一時延期された。

### 音楽
サウンドトラックはA・R・ラフマーンが作曲し、ヴァイラムトゥが作詞している。1998年3月に発売された。発売されたオーディオカセットは「エレガントでメモリアル」なものにするため、販売店のオーナーはカセットをジーンズの衣料に入れて発売するように指示されていた。

## 公開
1998年4月24日に公開された。上映用フィルムは240フィルム用意され、同年公開のタミル語映画で新記録を樹立した。映画はテルグ語吹替版とヒンディー語吹替版が同時公開された。タミル・ナードゥ州では公開日数が100日間を記録し、タミル語版とテルグ語吹替版は興行的な成功を収めた。ムンバイでは興行的に失敗している。

## 評価

### 批評
Rediff.comのラージタはプラシャーントのキャラクターを称賛し、アイシュワリヤーとナーサルを「これまで通り信頼できる」と述べ、ラーディカーについては「彼女はわずかな出番で栄誉を手にした」と批評した。スタッフについては、「全編通して傑出した」アショーク・クマールの撮影技術、「記憶に残る」ラージュ・サンダラムの振付、「口ずさみやすい」ラフマーンの楽曲を称賛し、シャンカルについては「完璧な物語の流れとキャスト、スタッフの全ての要素から完璧なものを作り出す入念さを得意とする傾向がある」と批評している。インディアン・エクスプレスは映画を「陽気なコメディ」と表現し、アイシュワリヤーの演技とラフマーンの音楽を称賛した。インドリンクは3.5/5の星を与え、「『ジーンズ 世界は2人のために』は暴力シーンのない偉大なファミリー・エンターテインメントです。しかし、3時間という上映時間の長さに耐える精神が必要です。DTSシステムを備えた劇場で観るようにしてください」と批評している。デカン・ヘラルドはシャンカールの物語の方向性とプラシャーント、ラクシュミーの演技を批判し、映画を「巨額の無駄遣い」と酷評した。

### 受賞・ノミネート
映画はアカデミー外国語映画賞のインド映画代表作品に選ばれたものの、ノミネートには至らなかった。ノミネートされなかった背景には有力なヒンディー語映画が優先的に選ばれ、多言語版映画が「低俗な大衆映画」と見做されていることが指摘されている。タミル・ナードゥ州映画賞ではコメディアン賞、女性プレイバックシンガー賞、振付賞、衣装デザイン賞を受賞しており、フィルムフェア賞 南インド映画部門では音楽監督賞、国家映画賞では特殊効果賞を受賞している。

## 続編構想
2013年11月、プラシャーントは『Jeans 2』のプリプロダクションが完了したことを公表した。監督・プロデューサーはプラシャーントの父チャガラジャンが務め、オリジナルのメンバーを起用して2014年5月から製作を開始することになっていた。しかし、2014年1月にアムリトラジはプラシャーントとチャガラジャンに続編の権利があるとは信じておらず、製作の実現可能性について疑問を呈した。2016年2月、プラシャーントは続編の企画が進行中であることを公表した。